# ショベルカーディグスとはたらく車たち
『ショベルカーディグスとはたらく車たち』（ショベルカーディグスとはたらくくるまたち、原題：Construction Site）はジム・ヘンソン・カンパニーが1999年に制作したマペットアニメーション。

## 概要
ジム・ヘンソン・テレビジョン社とジム・ヘンソン・クリーチャー・ショップが共同で製作した、ショベルカーのディグスを主役に意志を持つ建設機械達が活躍する幼児向けテレビシリーズ。1999年から2003年にイギリスのCITV（ITV系列）で放映され、2011年より北米でもABC Kidsにて「Jim Henson's Construction Site」というタイトルで放映された。各話尺約10分、第1シリーズから第4シリーズまで制作された。全52話。
ジム・ヘンソン社の作品としては初めて撮影の全てでモーション・コントロール・カメラを使用し、同社の幼児向け作品としては初めてアニマトロニクスを採用した。放送後に英国アカデミー賞にもノミネートされるなど高い評価を受けた。
本作製作当時に人形劇『きかんしゃトーマス』のユニットディレクターを務めていたスティーブ・アスクィスが本作にて技術コンサルタントを務めた他、本作の監督の1人であるサイモン・スペンサーは『きかんしゃトーマス』で第8シリーズから第12シリーズまでの制作を務め、2004年以降に制作された『きかんしゃトーマス』第7シリーズから第10シリーズに製作総指揮として参加したジョセリン・スティーブンソン、第6シリーズ以降に携わった脚本家のポール・ラーソン、マーク・シールなども本作に参加しており、テーマソング及び劇伴の作曲も『きかんしゃトーマス』第8シリーズ以降のテーマソング及び挿入歌を手掛けたエド・ウェルチが務めた。本作の撮影、製作で得たノウハウが、後に製作された本作同様建設機械を主役とする『きかんしゃトーマス』のスピンオフシリーズ「Jack &the Pack」で活かされることとなった。

## 製作
第1シーズン・第2シーズンの撮影はロンドンに在るジム・ヘンソン・クリーチャー・ショップのスタジオにて行われ、第3シーズン・第4シーズンの撮影はイングランドのミレニアムスタジオにて行われた。現場に立ち会う声優が自ら台詞に合わせて遠隔操作でアニマトロニクス製のキャラクター模型をリップシンクさせるという方法で撮影され、キャラクターの模型は口を開けるなどの表情のアニメーションを実現するためシリコン製であった。1キャラクターにつき3人の操縦スタッフが付けられ、表情を操作するスタッフ、バケットを操るスタッフ、運転を行うスタッフという体制だった。第3シーズンではオープニングが変更され、歌詞もつくようになった。

## 日本での公開
日本ではNHK教育テレビ『おかあさんといっしょ あそびだいすき』のコーナードラマとして2005年4月9日から2007年7月21日まで放映された。『おかあさんといっしょ』放映時の各話の放映時間は5分であり、短縮版としての放送だった。放送後、オリジナルの放送尺で1巻に6～7話収録したDVDが全8巻発売された。

## 登場キャラクター
ディグス（Diggs）
声 - 小尾元政（日本語版）、ブライアン・ヘリング（英語版）
主人公。青いショベルカー（バックホー・ローダー）の男の子。一人称は「僕」。スクーチと仲良し。興奮すると冷静な判断ができなくなる。
スクーチ（Scooch）
声 - 比嘉久美子（日本語版）、マック・ウィルソン（英語版）
オレンジ色のフロントエンドダンプカーの男の子。一人称は「僕」。ディグスと仲良し。
キャリー（Carrie）
声 - 柚木涼香、本名陽子（日本語版）、シャーロット・ベラミー（英語版）
紫色のフォークリフトの女の子。一人称は「あたし」。少し威張り屋な一面がある。
ボーザー（Bozer）
声 - 玄田哲章（日本語版）、マーク・ジェフリース（英語版）
赤い大型ブルドーザーの男性。ディグスたちのリーダー。一人称は「私」。
マキシン（Maxine）
声 - 植竹香菜、笠原知夏（日本語版）、アンジー・グリーブス（英語版）
茶色いコンクリートミキサー車の女性。一人称は「私（わたくし）」。
カール（Carl）
声 - 川上貴史（日本語版）、マーク・ジェフリース（英語版）
緑のクレーン車（クローラークレーン）の男性。敬語で喋る。一人称は「私」。
ラグ（Lug）
声 - 伝坂勉（日本語版）、マック・ウィルソン（英語版）
黄色い大型ダンプカーの男性。一人称は「わし」。

## エピソード （米国制作順）

### 第1シーズン
- ブルルン競技会/What I Do Best
- きょうの仕事は？/What's The Plan?
- 休みもたいせつ！/Idle Time
- だれのアイディアがいちばん？/Listening Troubles
- カールのホームシック/No Place Like Home
- 大きな声で はっきりと/Loud And Clear
- 正義のヒーロー ビッグリグ/Big Rig
- ボスはだれ？/Who's The Boss?
- さいごまで きちんと！/From Start To Finish
- パンクはたいへん！/Feeling Flat
- 一日だけのおとな/Grown Up For A Day
- ミキサー車の仕事は？/A Good Mixer
- 使い方がわからない！/Look What I've Got

### 第2シーズン
- わたしだけの やり方/Carrie's Pallets
- ノーが言えないスクーチ/One Little Word
- ボーザーのしっぱい/Bozer's Boo Boo
- ダンプカーのゆめ/Every Dumper's Dream
- 仕事を 楽しもう！/I'm Having Fun Today
- スクーチのおてがら/Mine All Mine
- ラグとカールのけんか/Silencers Are Golden
- 自分だけのへや/Space Invaders
- ひとりで できるの？/Going Solo
- あきらめないで カール/Crane Of The Year
- ボーザーが いなくなる！/Building Bozer
- スクーチとスカッチ/Emission Impossible
- こおりついたボーザー/Frozen Bozer

### 第3シーズン
- みんなとちがうってすばらしい？/Cool Fuel
- 若いころにもどりたい！/Mid-Mileage Crisis
- まっ赤なタイヤ/Tread Carefully
- きょうはついてない/Big Bozer Is Watching
- ふるい車はもういらない？/Out With The Old
- あきらめもたいせつ！/A Riveting Story
- キャリーはかしこい？/Truckmate
- きえたドラムかん/Sunk
- ぼくたちは石油王！/Almost Famous
- ボーザーのこわいもの/One Roll At A Time
- やっつけ仕事はダメ！/The Way Of The Bodger
- トラックおばけ/Junkyard
- びっくりパーティー/Carnival Capers

### 第4シーズン
- しょうがいぶつ競争/Days Of Blunder
- めいたんていキャリー/Whodunnit
- カールのしんはつめい/Carl Wash
- ボスになるには？/Hi-Pitched Bozer
- ぼくに ついてきて！/Fog
- あわてないで！ カール/Don't Panic!
- くっついて はなれない！/Magno Carrie
- ドレミファコンテスト/Parp Idle!
- 森のよびごえ/The Call Of The Forest
- ラグはジャンプ名人？/If Trucks Could Fly
- 仕事は あんぜんに！/Safe and Sound
- けんさがしんぱい/Testing Behaviour
- うちゅうたんけん/Star Truck